# Metal Lords
Metal Lords è un film del 2022 diretto da Peter Sollett. 
Segue le vicende di tre studenti liceali statunitensi che creano una band heavy metal per partecipare a una gara tra band del liceo che frequentano.

## Trama
Kevin Schlieb è un ragazzo del liceo costretto dal suo migliore amico, Hunter Sylvester, a suonare in una band definita come "post death metal" dagli stessi componenti, composta da solo loro due. Kevin viene da una normale famiglia, entrambi i genitori sono impegnati col lavoro e ha un fratello più piccolo, ancora alle elementari. Hunter, invece, vive solo col padre, chirurgo plastico, dopo che la madre li ha abbandonati quando Hunter andava alle elementari. Se il primo ragazzo è timido e ordinario, Hunter risulta essere eccessivo ed estremamente legato all'idea di avere una vita straordinaria come i grandi del rock, che spesso cita. Questo suo essere diverso e talvolta eccessivo lo portano ad essere spesso preso di mira dai bulli della scuola, che arrivano perfino a rasargli parte dei capelli, che Hunter tiene lunghi.
Kevin, che suona solo poco e male il tamburo nella banda della scuola, impara a suonare la batteria ascoltando le canzoni consigliate dall'amico e proprio nell'aula di musica del liceo conosce Emily, una ragazza arrivata dalla Scozia che suona il violoncello, nonostante nella banda sia costretta a suonare il clarinetto, e che soffre di disturbi psichiatrici e ha da poco smesso di prendere quelle che chiama essere "pillole della felicità".
Tra Kevin e Emily nasce un'amicizia, nata suonando insieme, che diventerà una relazione, cosa che farà ingelosire Hunter, terrorizzato da vedere la loro band, gli Skullfucker, rovinata da una ragazza come successo per altre band, inoltre non ritiene ragionevole far suonare un violoncello in una band metal. La gelosia esplode durante un corso di comunicazione a cui sia Hunter sia Emily partecipano: durante la sua presentazione Hunter utilizza la vicenda narrata nell'Ulysses di Alfred Tennyson, accusando Emily di essere come Penelope, impedendo a Kevin di inseguire la strada del metal. Emily, non in grado ancora di gestire il proprio umore senza i medicinali, lo aggredisce con una sedia.
Kevin decide di lasciare la band di Hunter e unirsi a quella di Clay Moss, un ragazzo popolare della scuola, che suona solo musica pop che va di moda (da Ed Sheeran agli Imagine Dragons): partecipare alla band più popolare della scuola lo fa diventare a sua volta popolare. Nel frattempo, Hunter cerca di entrare a una festa truccato come il membro di una band di black metal (face painting, borchie) ma viene arrestato: il padre stufo dei continui problemi causati dal figlio lo manda in un centro di recupero.
Nel centro di recupero Hunter scopre che lo psicologo della struttura era stato un famoso musicista di heavy metal (Troy Nix dei Killoton) che dopo aver avuto problemi di alcol e droga causati dai problemi interni alla band, aveva deciso di divenire a sua volta psicologo e aiutare chi iniziava il percorso di disintossicazione. Lo psicologo capisce che Hunter non ha nessun problema di dipendenza e che, come molti altri ragazzi, è stato inviato lì solo per il suo amore, mal giudicato dai genitori, per la musica metal: nonostante lo ritenga sano e libero di andarsene, il medico non può dimetterlo fino a lunedì.
Kevin, che ha cercato più volte di contattare Hunter per riconciliarsi, scopre dal padre del migliore amico dove si trova e lo aiuta a scappare, aiutati anche dallo psicologo: con loro fugge anche il batterista della band di Clay, "dipendente" da marijuana. Non riuscendo a convincere Emily ad andare con loro alla battaglia delle band, si preparano a suonare da soli: infine la ragazza arriva quando si è sentita "pronta" e, dopo aver cambiato il nome della band in Skullflower per poter suonare sul palco scolastico, si esibiscono.
L'esibizione è un successo, anche se non vincono e Hunter si rompe la gamba sotto una pila di amplificatori che fa cadere per sbaglio nella foga: la notizia finisce in prima pagina sul giornale e Hunter riesce a fare un passo, ricambiato, verso il padre. Felici pur non avendo vinto, i ragazzi continuano a provare per diventare una band famosa.

## Distribuzione
Il film è disponibile dall'8 aprile 2022 sulla piattaforma di streaming online Netflix.

## Accoglienza
Il film ha ottenuto il 63% di recensioni positive di critici su Rotten Tomatoes e l'83% nel punteggio dell'audience. La valutazione su Internet Movie Database è di 6,8/10 basata su 7170 recensioni.